# Johanna Mestorf
Johanna Mestorf, född 17 april 1828 i Bad Bramstedt, Schleswig-Holstein, Tyskland, död 20 juli 1909 i Kiel, Schleswig-Holstein, var en arkeolog och etnolog. Hon var det yngsta av nio barn till läkaren Jacob Heinrich Mestorf (1796–1837) och dennes hustru Katrina Georgina Körner (född 1794). 

## Biografi
Mestorf var kvinnan bakom uppbyggandet av Kiels museum, där hon blev intendent 1873 och museichef 1891, men var även Tysklands andra kvinnliga titulärprofessor och författare till cirka 200 vetenskapliga arbeten, vid sidan av romanen Vibeke Kruse och ett stort antal tidningsskriverier. Före anställningen på museet i Kiel var hon sekreterare för utländsk korrespondens på ett litografiskt förlag i Hamburg, en tid dubbelarbetade hon med museiarbete, men då oavlönad med det senare.
I tjugoårsåldern kom hon, efter att ha genomgått fröken Blöckers flickskola i Itzehoe, som guvernant till familjen Piper på Engsö i Sverige och stannade i fem års tid. Under denna tid lärde hon sig svenska och det blev grunden för hennes senare talrika översättningar av skandinaviska texter till tyskan, bland annat skrivna av Hans Hildebrand, Oscar Montelius, Sophus Müller, Sven Nilsson, Bernhard Salin och Ingvald Undset, vilket gjorde att den tyska publiken, såsom Gustaf Kossinna, fick ta del av skandinaviska intellektuella landvinningar. 
Mestorf lärde sig också italienska, då hon under andra hälften av 1850-talet arbetade som sällskapsdam hos grevinnan Faletti di Villa Falletto, huvudsakligen i Italien, men även en tid i Frankrike. Faletti var en släkting till familjen Piper. Under sina översättningsuppdrag så hade Mestorf en livlig brevkontakt med de utländska författare vars texter hon arbetade med, för att deras arbeten skulle bli så bra översatta som möjligt.